# Mina Caputo

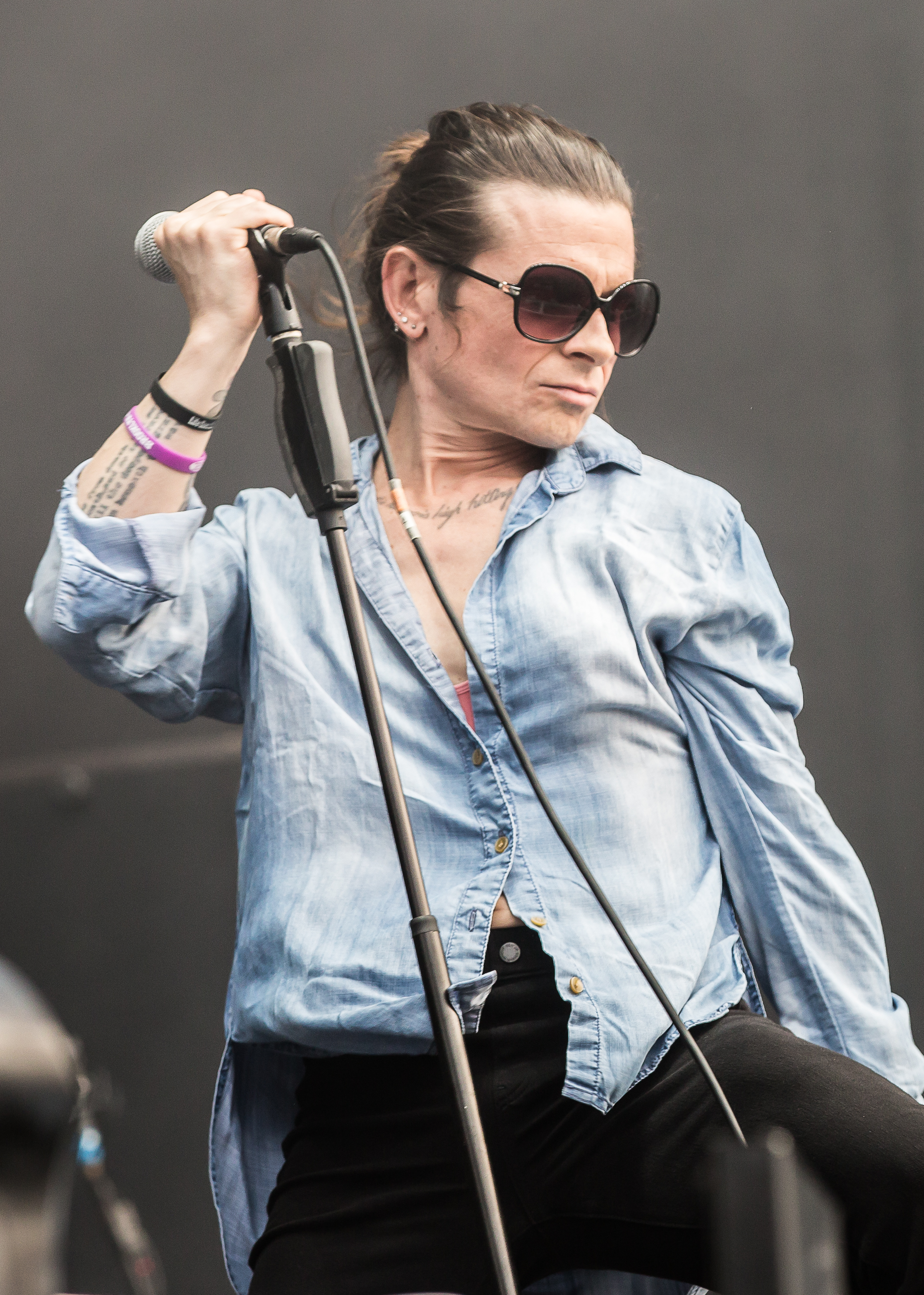
Mina Caputo (2018)

Mina Caputo (Hartstown, 4 december 1973), geboren als Keith Caputo, is een Amerikaans rockzangeres. Ze is zangeres van de New Yorkse metalband Life of Agony, maar heeft ook diverse solo-albums uitgebracht.

## Loopbaan
Caputo richtte in 1989 de band Life of Agony op, samen met haar neef, gitarist Joey Z. Ze kregen een platencontact bij Roadrunner Records en brachten in 1993 hun debuutalbum River Runs Red uit. Al vrij snel na het uitbrengen van hun derde album in 1997 besloot Caputo dat haar hart niet meer bij de band lag en verliet de band. Caputo richtte in 1998 de band Absolute Bloom op, maar deze band was geen lang leven beschoren en werd binnen een jaar weer opgeheven.
In 2003 was Caputo betrokken bij de reünie van de Braziliaanse band Freax, die tien jaar daarvoor uiteen was gegaan. De band bracht in dat jaar een album uit, eveneens Freax genaamd.
Caputo bracht twee soloalbums uit.
In januari 2003 trad Life of Agony weer op en deed twee uitverkochte concerten in de originele bezetting. Deze reünie resulteerde in nog meer optredens op onder meer enkele Europese festivals. Ook werd in 2005 - voor het eerst sinds 1997 - weer een album opgenomen, Broken Valley.
In mei 2006 bracht Caputo haar derde soloalbum uit, Hearts Blood On Your Dawn. Dit album was alleen verkrijgbaar als download op iTunes, via haar eigen website en tijdens haar liveoptredens. In 2007 kwam Caputo's vierde soloalbum uit, A Fondness For Hometown Stars, met als gastmuzikanten onder meer Flea van de Red Hot Chili Peppers. Die zomer trad Caputo onder meer op op het Lowlandsfestival. In 2008 toerde Caputo met een band bestaande uit Nederlandse musici (The Sad Eyed Ladies), Ryan Oldcastle en Reindert Oldenburger (gitaar), Axel van Oort (bas) en Jochem van Rooijen (drums). In 2007 werkte Caputo ook mee aan een single What Have You Done van Within Temptation.

## Privé
In juli 2011 maakte Caputo bekend van geslacht te willen veranderen. Caputo begon in blogberichten aan zichzelf te refereren als 'zij' en overwoog een geslachtsoperatie.
Mina Caputo – geboren als Keith Caputo – maakte in november 2024 publiekelijk bekend dat ze in een proces van “detransition” zit om weer als man door het leven te gaan. In een Instagram-video van 19 november 2024 zei ze expliciet: “I am a man, I always was a man,” en kondigde ze aan in januari 2025 borstimplantaten te laten verwijderen en haar oude naam Keith opnieuw te gebruiken .

## Discografie

### MetLife of Agony

#### Albums
- River Runs Red (1993)
- Ugly (1995)
- Soul Searching Sun (1997)
- 1989-1999 (1999)
- Unplugged at the Lowlands Festival '97 (2000)
- The Best of Life of Agony (2003)
- River Runs Again: Live (cd/dvd) (2003) (Live)
- Broken Valley (2005)
- 20 Years Strong - River Runs Red, Live In Brussels (I Scream Records, 2010)
- A Place Where There's No More Pain (Napalm Records, 2017)
- The Sound Of Scars (Napalm Records, 2019)

### Met de band "Absolute Bloom"

#### Albums
- Demo (1998)

### Solo

#### Albums
- Died Laughing (1999/2000)
- Died Laughing Pure (2000) (acoustic versions)
- Perfect Little Monsters (2003)
- Live Monsters (2004)
- Heart's Blood On Your Dawn (2006)
- A Fondness For Hometown Scars (2008)
- Dass-Berdache / Essential Rarities and Demo Cuts (2008)

#### Singles
- "Selfish" (1999)
- "New York City" (2000)
- "Why" (2001)

### Met de band "Freax"

#### Albums
- Freax (2002)

### Gastoptredens
- "Bloody Kisses" van Type O Negative
- "Free Speech (Will Cost You)" (met Both Worlds) (1998)
- "Tired 'n Lonely" - Roadrunner United (2005)
- "What Have You Done" (met Within Temptation) (2007)
- "IDA" (met Gator Bait Ten) (2014)